# Tadeja Rozman
Tadeja Rozman, slovenska jezikoslovka, *2. avgust 1978, Kranj, Slovenija

## Življenje
Obiskovala je Osnovno šolo Jakoba Aljaža in Gimnazijo Kranj. Od leta 1997 je študirala na Filozofski fakulteti Univerze v Ljubljani, kjer je leta 2003 diplomirala na Oddelku za slovenistiko z diplomsko nalogo Tipi slovarjev glede na naslovnika. Po končanem dodiplomskem študiju se je opredelila za študijsko smer jezikoslovja in leta 2010  doktorirala z doktorsko disertacijo Vloga enojezičnega razlagalnega slovarja slovenščine pri razvoju jezikovne zmožnosti. 
Leta 2004 se je zaposlila kot mlada raziskovalka na Oddelku za prevajalstvo, nato pa sodelovala tudi z različnimi raziskovalnimi in izobraževalnimi ustanovami pri projektih s področja leksikografije, jezikovne didaktike in korpusnega jezikoslovja. Sodeluje v  zavodu Trojina, kjer je tudi pripravljala in izvajala delavnice o uporabi besedilnih korpusov in drugih jezikovnotehnoloških orodij za raziskovalce, učitelje, študente, lektorje, prevajalce in druge strokovnjake. Izkušnje ima tudi s poučevanjem slovenščine kot drugega/tujega jezika, saj od leta 2004 sodeluje s Centrom za slovenščino kot drugi in tuji jezik. V letih 2004 in 2012 je bila lektorica slovenščine kot drugega in tujega jezika ter sestavljavka in izvajalka izpitov iz znanja slovenščine kot drugega in tujega jezika. Od leta 2015 pa je testatorka znanja slovenščine kot drugega in tujega jezika – izpraševalka in ocenjevalka na osnovni in višji ravni ter na ravni odličnosti.
Sodelovala je tudi pri tečaju slovenščine kot tujega jezika, ki je bil posebej zasnovan za študente Univerze v Ljubljani v okviru modula Leto plus. Na tem modulu je kot lektorica poučevala v študijskih letih 2017/18 in 2019/20, leta 2018/19 pa je izvajala delavnice o spletnih jezikovnih virih za slovenščino. Leta 2018 se je zaposlila na Fakulteti za upravo, in sicer na Katedri za organizacijo in informatiko. V letu 2020 je glavna urednica na portalu Jezikovna Slovenija in vodja projekta Nadgradnja spletnega portala Jezikovna Slovenija.

## Delo
Dejavna je na več področjih, kjer sodeluje pri različnih projektih in raziskavah. Njeni raziskovalni interesi so leksikografija, korpusno jezikoslovje, usvajanje jezika, učenje slovenščine in jezikovna didaktika. Sodelovala je pri projektu Sporazumevanje v slovenskem jeziku, in sicer pri raziskavi Nova didaktika poučevanja slovenskega jezika, v okviru katere je nastal dokument Nova didaktika poučevanja slovenskega jezika in korpus Šolar. Je soavtorica monografij Empirični pogled na pouk slovenskega jezika, Izzivi sodobnega slovenskega slovaropisja in Analiza jezikovnih težav učencev: korpusni pristop. Je soavtorica člankov Jezikovni pouk slovenščine – stanje in želje in How do Slovenian primary and secondary school students write and what their teachers correct: a corpus of student writing.